# LC Rehlingen

Textlogo des LC Rehlingen

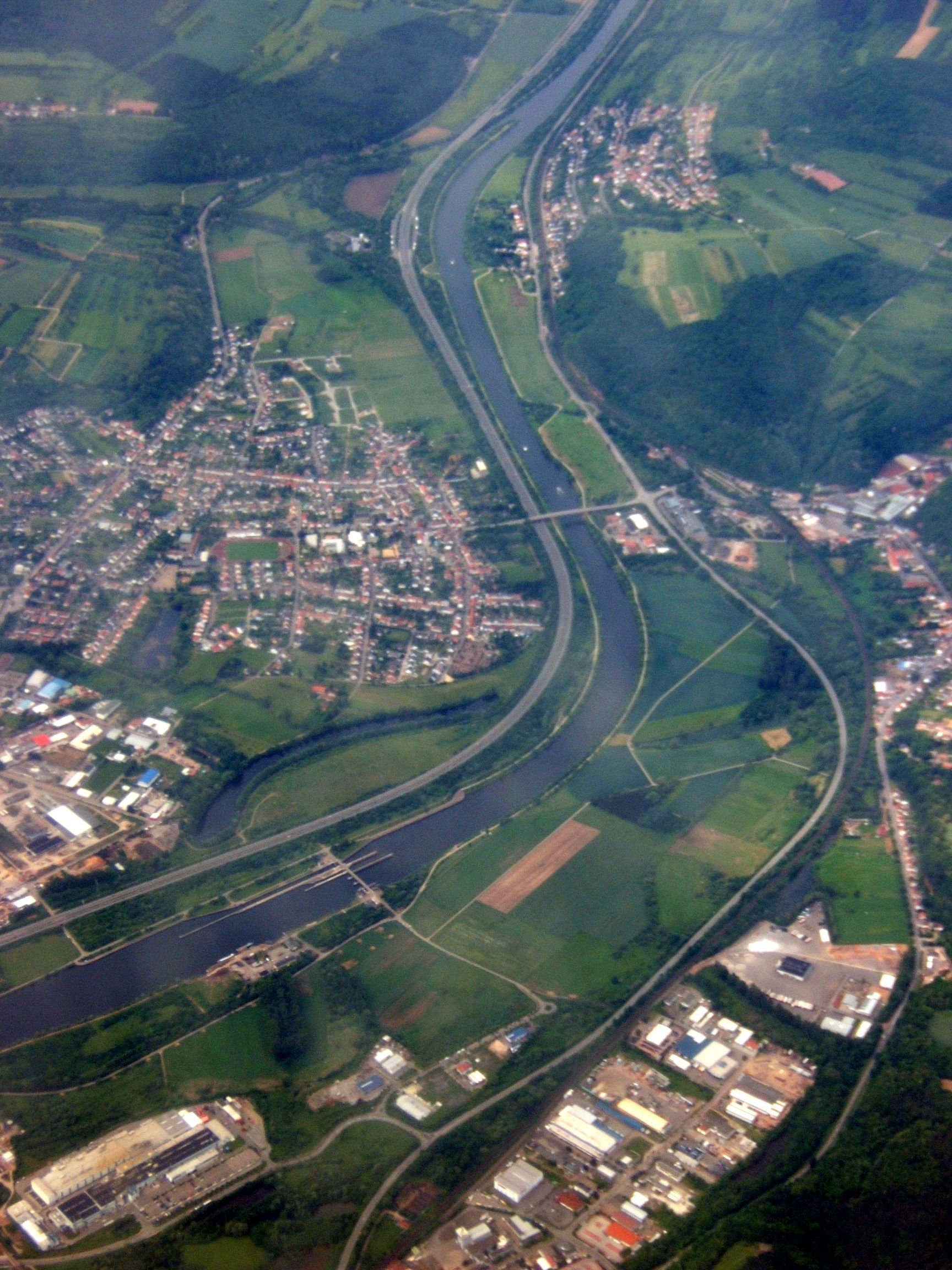
Rehlingen (links der Saar) mit dem Bungertstadion in der Ortsmitte

Der LC Rehlingen (Leichtathletikclub Rehlingen e. V.) ist ein Leichtathletikverein aus dem saarländischen Rehlingen-Siersburg, der am 27. Mai 1957 gegründet wurde.

## Geschichte
Im Jahr 1962 richtete der Verein erstmals ein Internationales Sportfest aus, das seither jährlich an Pfingsten im Rehlinger Bungertstadion stattfindet. Bekannte Athleten aus der Anfangszeit des Vereins sind der Speerwerfer Karl John und der Mittelstreckenläufer Jürgen May. Zwischenzeitlich trug der Verein die Bezeichnungen LC Trewa-Sport Rehlingen und LC asics Rehlingen. Am 26. Mai 1980 stellte Dietmar Mögenburg beim Pfingstsportfest des LC Rehlingen mit 2,35 m den Weltrekord im Hochsprung ein. Derzeit (März 2017) haben Athleten des LC Rehlingen insgesamt zehn saarländische Landesrekorde inne, darunter die Politikerin Anke Rehlinger, die seit 1996 den Landesrekord der Frauen im Kugelstoßen (16,03 m) hält.

## Erfolgreiche Athleten
Genannt sind diejenigen Sportler des LC Rehlingen, die als Mitglied des Vereins eine deutsche Freiluft- oder Hallenmeisterschaft gewinnen konnten:
- Shanta Ghosh: Deutsche Hallenmeisterin 2001 (400 Meter)
- Annett Horna: Deutsche Hallenmeisterin 2013, 2014 (1500 Meter)
- Bianca Kappler: Deutsche Meisterin 2003, 2005, 2007, 2010, Deutsche Hallenmeisterin 2003, 2007 (Weitsprung)
- Christian Reif: Deutscher Hallenmeister 2013 (Weitsprung)
- Roger Gräber, Andreas Ruth, Simon Kirch, Michael Berndt: Deutsche Meister 2000 (4-mal-100-Meter-Staffel)

Laura Müller nahm mit der 4-mal-400-Meter-Staffel an den Olympischen Sommerspielen 2016 in Rio de Janeiro teil.